# Mistrovství Evropy v zápasu řecko-římském 1933
Mistrovství Evropy v zápasu řecko-římském 1933 se konalo v Helsinkách, Finsko.

## Výsledky

### Muži
| Kategorie | Zlato              | Stříbro         | Bronz             |
| --------- | ------------------ | --------------- | ----------------- |
| 56 kg     | Ödön Zombori       | Herman Tuvesson | Robert Voigt      |
| 61 kg     | Kustaa Pihlajamäki | Wolfgang Ehrl   | Sven Martinsen    |
| 66 kg     | Aarne Reini        | Einar Karlsson  | Arild Dahl        |
| 72 kg     | Mikko Nordling     | Gunnar Glans    | Albert Kusnets    |
| 79 kg     | Axel Cadier        | Jean Földeák    | Edvard Westerlund |
| 87 kg     | Rudolf Svensson    | Väinö Kokkinen  | Olaf Luiga        |
| +87 kg    | Kurt Hornfischer   | Arvo Niemelä    | Carl Westergren   |